# Karl von Hanstein (Generalmajor)
Karl Georg Anton Friedrich Freiherr von Hanstein (* 27. Oktober 1809 in Ershausen-Unterhof; † 1. Juli 1877 in Königsberg i. Pr.) war ein preußischer Generalmajor.

## Leben

### Herkunft und Familie
Karl entstammte dem eichsfeldischen Adelsgeschlecht der Freiherren von Hanstein. Seine Eltern waren der Major a. D. Friedrich Adolf Heinrich Christian Franz Freiherr von Hanstein (1771–1838) und Friderike Charlotte, geborene Freiin von Fresin (1788–1848).
Er vermählte sich 1839 in Königsberg i. Pr. mit Hermine Jeanette Mathilde von Barnekow (1812–1856).

### Werdegang
Hanstein ist 1825 in das 1. Infanterieregiment eingetreten. Er avancierte 1827 zum Portepeefähnrich und 1828 zum Sekondeleutnant. Im Jahr 1838 wurde er zum Lehrinfanteriebataillon kommandiert. Seiner Beförderung zum Premierleutnant 1844 folgte der Aufstieg zum Hauptmann und Kompaniechef im 1. Infanterieregiment. Mit seiner Beförderung zum Major wurde er auch Kommandeur des III. Bataillons in Tilst des 1. Landwehrregiments. Er wechselte 1858 in das 3. Infanterieregiment und wurde 1859 mit dem Roten Adlerorden IV. Klasse geehrt. von Juni bis September des Jahres 1860 war er Direktor der kombinierten Divisionsschule des I. Armee-Korps. Nachdem Hanstein 1860 zum Oberstleutnant avanciert war, wurde er 1861 Kommandeur des Infanterieregiments Nr. 16, erhielt im selben Jahr den Roten Adlerorden III. Klasse mit Schleife und stieg zum Oberst auf. Seinen Abschied mit dem Charakter als Generalmajor und Pension hat Hanstein 1865 erhalten.